# Serjania membranacea
Serjania membranacea är en kinesträdsväxtart som beskrevs av Frederik Louis Splitgerber. Serjania membranacea ingår i släktet Serjania och familjen kinesträdsväxter. Inga underarter finns listade i Catalogue of Life.